# 梁皇后 (前秦)
梁皇后（4世纪?—355年）前秦皇帝苻生的皇后。在苻生是淮南王和太子的时候，梁氏就已是王妃。壽光元年（355年）六月十六，在苻生继承父亲苻健，即皇帝位后，七月，立梁氏为皇后。梁皇后的舅舅毛貴和父亲梁安是苻生手下的宰相，而重臣梁楞是梁安的兄弟或堂兄弟。九月，术士对苻生说星象显示三年内国有大丧，皇帝应改错避灾。苻生却以自己的方式，应验了灾象：他将梁皇后、毛貴、梁安、梁楞全部处死。